# Americana (album, Neil Young & Crazy Horse)
Americana je třicátédruhé studiové album kanadského hudebníka Neila Younga, vydané v červnu 2012 u vydavatelství Reprise Records. Jde o Youngovo první studiovou spolupráci se skupinou Crazy Horse od roku 2003, kdy vyšlo album Greendale a o první spolupráci s kompletní skupinou, tedy i s kytaristou Frankem „Poncho“ Sampedrem, od roku 1996, kdy vyšlo album Broken Arrow.

## Pozadí
V roce 2012 se Young po osmi letech poprvé sešel s členy skupiny Crazy Horse. Nahrávání alba probíhalo ve studiu Audio Casa Blanca v kalifornském městě Redwood City, přičemž o produkci se starali Young, John Hanlon a Mark Humphreys.

## Skladby
Album otevírá píseň „Oh Susannah“ od písničkáře Stephena Fostera z roku 1848. Následuje píseň „Clementine“ z poloviny devatenáctého století. Lidová píseň „Gallows Pole“ byla nejvíc proslavena britskou rockovou skupinou Led Zeppelin, její původ však sahá o několik staletí zpět a není pořádně známo, odkud pochází. Na pátém místě se nachází „Get a Job“ od doo-wopové skupiny The Silhouettes původně vydaná v roce 1957. Píseň „This Land Is Your Land“ pochází z roku 1940 a jejím autorem je Woody Guthrie. V písni zpívají doprovodné vokály Youngova manželka Pegi a Stephen Stills; s druhým jmenovaným Young dříve působil ve skupinách Buffalo Springfield a Crosby, Stills, Nash & Young. Následující „Wayfarin' Stranger“ pojednávající o poutníkovi se nese na rozdíl od předchozích v pomalejším stylu. Na závěr byla použita Youngova verzi britské národní hymny „God Save the Queen“ s dětským sborem.

## Seznam skladeb
| Pořadí | Název                                                | Autor                                                    | Aranžmá                                           | Délka |
| ------ | ---------------------------------------------------- | -------------------------------------------------------- | ------------------------------------------------- | ----- |
| 1.     | Oh Susannah                                          | Stephen Foster                                           | Tim Rose                                          | 5:03  |
| 2.     | Clementine                                           | tradicionál                                              | Neil Young                                        | 5:42  |
| 3.     | Tom Dula                                             | tradicionál                                              | Young                                             | 8:13  |
| 4.     | Gallows Pole                                         | tradicionál                                              | Odetta Felious Gordon                             | 4:15  |
| 5.     | Get a Job                                            | Richard Lows, Earl Beal, Raymond Edwards, William Horton |                                                   | 3:01  |
| 6.     | Travel On                                            | tradicionál                                              | Paul Clayton, Larry Ehrlich, David Lazar, Tom Six | 6:47  |
| 7.     | High Flyin' Bird                                     | Billy Edd Wheeler                                        |                                                   | 5:30  |
| 8.     | Jesus' Chariot (She'll Be Coming Round the Mountain) | tradicionál                                              | Young                                             | 5:38  |
| 9.     | This Land Is Your Land                               | Woody Guthrie                                            |                                                   | 5:26  |
| 10.    | Wayfarin' Stranger                                   | tradicionál                                              | Burl Ives                                         | 3:07  |
| 11.    | God Save the Queen                                   | Thomas Augustine Arne                                    | Young                                             | 4:08  |

## Obsazení
základní sestava
- Neil Young – kytara, zpěv
- Frank „Poncho“ Sampedro – kytara, zpěv
- Billy Talbot – baskytara, zpěv
- Ralph Molina – bicí, zpěv

ostatní
- Dan Greco – orchestrální činely, tamburína
- Americana Choir – zpěv
- Pegi Young – zpěv v „This Land is Your Land“
- Stephen Stills – zpěv v „This Land is Your Land“

## Kritika

### Hodnocení
- Allmusic [1]
- Rolling Stone [2]
- The Guardian [3]
- NME [4]
- Uncut [7]
- PopMatters [8]
- Musicserver.cz [9]
- Muzikus [10]

### Žebříčky
| Žebříček                                    | Umístění |
| ------------------------------------------- | -------- |
| Schweizer Hitparade (Švýcarsko)             | 17       |
| Media Control Charts (Německo)              | 12       |
| Ö3 Austria Top 40 (Rakousko)                | 14       |
| SNEP (Francie)                              | 27       |
| MegaCharts (Nizozemsko)                     | 15       |
| Ultratop (Belgie, Vlámsko)                  | 12       |
| Ultratop (Belgie, Valonsko)                 | 33       |
| Sverigetopplistan (Švédsko)                 | 11       |
| Suomen virallinen lista (Finsko)            | 19       |
| VG-lista (Norsko)                           | 11       |
| Tracklisten (Dánsko)                        | 17       |
| Productores de Música de España (Španělsko) | 14       |
| ARIA Charts (Austrálie)                     | 34       |
| RIANZ (Nový Zéland)                         | 26       |
| Billboard 200 (USA)                         | 4        |
| Top Rock Albums (USA)                       | 1        |
| UK Albums Chart (Spojené království)        | 16       |